# David Manning (fiktiver Filmkritiker)
David Manning ist ein fiktiver Journalist und Filmkritiker, der Anfang der 2000er Jahre von Sony Pictures Entertainment bzw. deren Tochterunternehmen Columbia Pictures eingesetzt wurde, um Filme mit positiven Presseartikeln zu versehen, die von anderen Kritikern eher negativ bewertet wurden.

## Geschichte
David Manning trat erstmals im Jahr 2000 als Journalist für The Ridgefield Press, eine regionale Zeitung aus Ridgefield, Connecticut, in Erscheinung. Für diese Zeitung verfasste er Filmkritiken, vornehmlich für Produktionen von Columbia Pictures. Vor allem Filme, die von vielen anderen Kritikern überwiegend wenig positiv bewertet wurden, erhielten von Manning überschwänglich gute Bewertungen, die danach wiederum in Anzeigen und Artikeln von Sony Pictures und Columbia zitiert und zur Werbung für diese Filme eingesetzt wurden. Zumindest Hollow Man – Unsichtbare Gefahr (2000), Vertical Limit (2000), Ritter aus Leidenschaft (2001) und Animal – Das Tier im Manne (2001) erhielten falsche Rezensionen. Columbia veröffentlichte die Kritiken Mannings in überregionalen Medien wie der Los Angeles Times und der Washington Post.

## Aufdeckung und Prozess
2001 bemühten sich Journalisten des Nachrichtenmagazins Newsweek um ein Interview mit Manning. Anfragen bei The Ridgefield Press ergaben jedoch, dass von den dort beschäftigten Journalisten niemand Manning kannte. Die Newsweek-Journalisten wiesen nach, dass Manning eine fiktive Persönlichkeit war, die von einem Sony-Mitarbeiter kreiert und mit dem Namen eines Freundes versehen worden war. Weder die Verantwortlichen bei The Ridgefield Press noch bei Sony waren daran beteiligt. Die Aufdeckung des Schwindels führte zu einer Sammelklage gegen Sony Pictures. Das Unternehmen einigte sich im folgenden Prozess schließlich auf einen Vergleich. Dieser sah vor, dass jedem Kinobesucher der betroffenen Filme, der sein Recht einforderte, 5 US-Dollar ausgezahlt wurden. Insgesamt zahlte Sony Pictures 1,5 Millionen US-Dollar, außerdem eine Strafe in Höhe von 325.000 US-Dollar an den Bundesstaat Connecticut.

## Reaktionen
Eine Sprecherin von Sony Pictures verurteilte den Einsatz des fiktiven Kritikers als „unglaublich dumme Entscheidung, und wir sind entsetzt“. Die Revolution Studios, die Animal – Das Tier im Manne für Columbia produzierten, äußerten: „Es ist schwer zu glauben. Es ist schrecklich. Sony muss sich entschuldigen und die [Werbe]Anzeigen zurückziehen.“ Die Walt Disney Motion Pictures Group erklärte: „Das überschreitet mit Sicherheit eine Grenze. Das würden wir niemals, niemals, niemals tun.“